# Otodom
Otodom – internetowy serwis ogłoszeniowy dotyczący nieruchomości, działający w Polsce od 2006. Otodom umożliwia użytkownikom przeglądanie i zamieszczanie ogłoszeń sprzedaży i wynajmu nieruchomości: mieszkań, domów, pokoi, działek, lokali użytkowych, hal, magazynów oraz garaży.

## Struktura własnościowa
Otodom jest własnością międzynarodowego koncernu mediowego Naspers. Na polskim rynku spółka ta jest m.in. właścicielem Grupy OLX, którą tworzą cztery serwisy ogłoszeniowe: horyzontalny serwis OLX.pl oraz trzy serwisy wertykalne – Otodom (ogłoszenia nieruchomości), Otomoto (ogłoszenia motoryzacyjne) i Fixly (ogłoszenia dotyczące usług).
W Polsce Grupa OLX zatrudnia blisko 300 pracowników, z czego w Otodom pracuje około 30 osób. Szefem serwisu jest Monika Rudnicka. A od grudnia  2021 jej obowiązki został Marcin Kawecki.

## Model biznesowy
Serwis generuje przychody na pobieraniu opłat za wystawianie ogłoszeń dotyczących sprzedaży lub wynajmu nieruchomości oraz usługi dodatkowe polegające na promowaniu i wyróżnianiu publikowanych ofert. Otodom kieruje ofertę do użytkowników indywidualnych (model pre-paid), biur nieruchomości oraz do deweloperów (modele abonamentowe post-paid).

## Funkcje serwisu

### Strona internetowa
Na stronie internetowej serwisu Otodom publikowane są ogłoszenia sprzedaży i wynajmu nieruchomości z całej Polski. W serwisie publikowane są oferty osób prywatnych, biur nieruchomości i deweloperów. Znajdująca się na stronie wyszukiwarka funkcjonuje w wersji podstawowej i zaawansowanej, umożliwia także wyszukiwanie nieruchomości na mapie.

### Raport średnich cen transakcyjnych i ofertowych
Funkcja daje możliwość stworzenia wyceny mieszkania przygotowanej na bazie transakcyjnych cen sprzedaży na rynku nieruchomości. Według danych z 20.07.2017 opcja ta dostępna jest w 27 polskich miastach. W generowanym raporcie uwzględnione są takie elementy jak:
- porównanie cen mieszkań znajdujących się w okolicy analizowanej oferty,
- informacje o najbliższej okolicy,
- średnie ceny sprzedaży nieruchomości w mieście i dzielnicy,
- analiza płynności rynku,
- powierzchnia sprzedawanych mieszkań w mieście,
- bezpieczeństwo i atrakcyjność najbliższej okolicy,
- użyteczne miejsca w okolicy,
- poziom atrakcyjności danej okolicy[7].

### Wyszukiwanie biur nieruchomości i deweloperów
Na stronie internetowej istnieje możliwość wyszukiwania biur nieruchomości i deweloperów działających w interesującej użytkownika lokalizacji. Wg stanu na październik 2024 w Otodom znajduje się 11898 polecanych biur nieruchomości oraz 4080 deweloperów.

### Artykuły
W zakładce artykuły na stronie internetowej Otodom znajdują się wiadomości, porady i informacje dotyczące rynku nieruchomości pisane przez ekspertów z dziedziny nieruchomości.

### Aplikacja
Aplikacja Otodom powstała w 2014 i jest dostępna dla posiadaczy urządzeń mobilnych z systemem Android, jak i iOS. Umożliwia ona swobodny dostęp do wszystkich ogłoszeń z bazy otodom.pl. Aplikacja korzysta z dostępnej w telefonach komórkowych funkcji GPS i na jej podstawie określa obszar poszukiwania nieruchomości. Aplikacja umożliwia między innymi szukanie nieruchomości w zakreślonym naniesionym na mapie przez użytkownika obszarze, tworzenie listy ulubionych ofert i otrzymywanie informacji o nowych ogłoszeniach oraz o zmianach wprowadzanych w wybranych ofertach i szybki kontakt pomiędzy ogłoszeniodawcą a poszukującym. Aplikacja Otodom wykorzystuje także rzeczywistość rozszerzoną – w posiadającym żyroskop urządzeniu mobilnym przez obiektyw aparatu można było zobaczyć dokładną lokalizację ogłoszenia oraz dystans, jaki dzieli użytkownika od konkretnej nieruchomości.

## Aktywność
- Spotkanie Liderów Nieruchomości Otodom – kongres organizowany przez Otodom, gromadzący 300 przedstawicieli największych i najbardziej aktywnych biur pośrednictwa. Na Spotkaniu Liderów Nieruchomości dotychczas występowali między innymi Profesor Jerzy Bralczyk, dr Robert Kozielski, Krzysztof Hołowczyc, Kinga Baranowska oraz Jan Englert.
- Akademia Rozwoju Agenta – spotkania warsztatowe skierowane do współpracujących z Otodom pośredników nieruchomości i właścicieli agencji nieruchomości[11].
- Rankingi miast i dzielnic – rankingi stworzone na podstawie ankiety, którą uzupełniło ponad 140 tysięcy internautów[12]. Wyniki podzielono na kategorie, np. bezpieczeństwo, łatwość dojazdu, możliwość spędzania czasu wolnego.
- Blog – skierowany do biur nieruchomości. Publikowane są tam artykuły dotyczące nowości w serwisie, przeprowadzanych akcji i warsztatów, wywiady, oraz cykle artykułów dotyczące najlepszych praktyk z biur nieruchomości.

## Pozycja serwisu
Zgodnie z przeprowadzonym przez PBS w lutym 2016 badaniem Otodom został uznany za najskuteczniejszy portal ogłoszeniowy – 46% respondentów uważa, że to właśnie z tego serwisu otrzymują największą ilość zapytań kończących się sprzedażą nieruchomości. Z przeprowadzonych w marcu i kwietniu 2015 przez PBS Sopot badań wynika, że z serwisu przynajmniej raz w roku korzysta 95% pośredników i agentów nieruchomości. W subiektywnej ocenie agentów również z tego serwisu pochodzi najwięcej zapytań od klientów w tygodniu (średnio 6,6 szacowanych kontaktów tygodniowo, przy 6,2 kontaktach dzięki serwisowi Gratka.pl, 4,2 zapytaniach z OLX.pl i 3,3 z serwisu Domiporta), co przekłada się na największy odsetek zapytań kończących się sprzedażą nieruchomości (42% przy 19% serwisu Gratka.pl i 11% OLX.pl).

## Protest
W lutym 2018 Otodom zdecydował się na podniesienie cen abonamentów dla współpracujących agencji nieruchomości. Na skutek podwyżek wiele firm zdecydowało się wycofać swoje oferty i zaprzestać współpracy z portalem argumentując to wykorzystywaniem przez portal swojej dominującej pozycji na rynku. Na skutek protestu na początku lutego z portalu wycofanych zostało ponad 25% ofert (z 540 tys. z początku stycznia liczba ogłoszeń spadła do 385 tys. - stan na dzień 05.02). Na potrzeby protestu powstała strona informująca o proteście i pozwalająca śledzić aktualny poziom ilości ofert.